# Цэцэрлэг (Архангай)
Цэцэрлэг (монг. Цэцэрлэг — Цветник) — сомон аймака Архангай, Монголия. Географически и административно обособлен от центра аймака — города Цэцэрлэг.
Центр сомона — Хужирт. Он находится в 212 километрах от города Цэцэрлэг и в 620 километрах от столицы страны — Улан-Батора.
Есть школа, больница, курорты, объекты сферы обслуживания.

## География
Возвышаются горы Рашаант, Жаргалант, Хужирт, Бургаст, Хонгорж. Большая часть остальной территории занята речными долинами. Водятся волки, лисы, манулы, косули, аргали, олени, дикие козы, кабаны, тарбаганы.
Климат резко континентальный. Средняя температура января -22-24°C, июня +14-16°C, ежегодная норма осадков 280-400 мм.
Имеются запасы железной руды, химического и строительного сырья.